# Jüdischer Friedhof Rechnitz

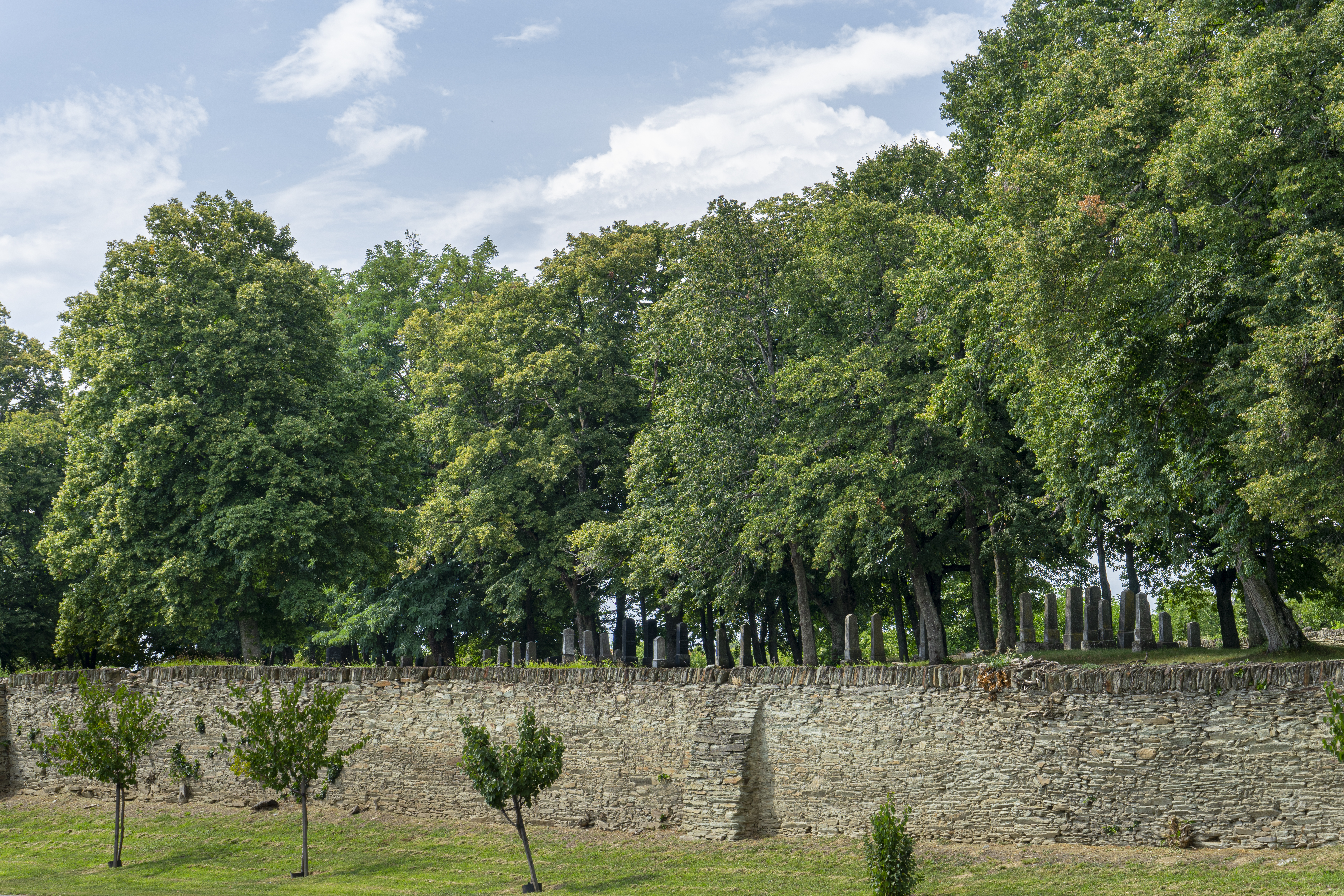
Jüdischer Friedhof in Rechnitz (2021)

Der Jüdische Friedhof Rechnitz befindet sich in der Marktgemeinde Rechnitz im Bezirk Oberwart im Burgenland. Der jüdische Friedhof an der L 241 („Herrengasse“) steht unter Denkmalschutz (Listeneintrag). Heute ist das Friedhofsareal, das seit 1827 von einer Steinmauer umgeben ist, 8215 m² groß.

## Geschichte
Im Jahr 1682 wurde in Rechnitz ein eigener jüdischer Friedhof angelegt. Anlass war ein Schutzbrief, der den Rechnitzer Juden erlaubte, auf einem umschlossenen Friedhof ihre Toten zu begraben. Der Friedhof wurde bis ins 19. Jahrhundert durch Grundankäufe vergrößert. In der ersten Hälfte des 18. Jahrhunderts kam es zu Friedhofsschändungen und während der NS-Zeit zu großen Zerstörungen. Im Jahr 1988 wurde der Friedhof von der Kultusgemeinde Graz seiner ursprünglichen Bestimmung entsprechend wieder instand gesetzt. Seit Friedhofsschändungen im November 1990 ist er nicht mehr öffentlich zugänglich.